# Orthomiella pontis
Orthomiella pontis är en fjärilsart som beskrevs av Henry John Elwes 1887. Orthomiella pontis ingår i släktet Orthomiella och familjen juvelvingar. Inga underarter finns listade i Catalogue of Life.